# Agricolaïta
L'agricolaïta és un mineral de la classe dels carbonats. Va ser anomenat l'any 2011 per científics txecs en honor de Georgius Agricola, docent i científic alemany considerat el pare de la mineralogia. Fou anomenat l'any 2011 per R. Skála, P. Ondruš, F. Veselovský, I. Císařová, i J. Hloušek en honor de Georgius Agricola acadèmic i científic alemany considerat el pare de la mineralogia.

## Característiques
L'agricolaïta és un carbonat (doble) d'uranil i potassi de fórmula química K₄(UO₂)(CO₃)₃. Cristal·litza en el sistema monoclínic. La seva duresa a l'escala de Mohs és 4.
Segons la classificació de Nickel-Strunz, l'agricolaïta pertany a «02.ED: Uranil carbonats, amb relació UO₂:CO₃ = 1:3» juntament amb els següents minerals: bayleyita, swartzita, albrechtschraufita, liebigita, rabbittita, andersonita, grimselita, widenmannita, znucalita i čejkaïta.

## Cristal·lografia
L'estructura de l'agricolaïta és idèntica a la del K₄(UO₂)(CO₃)₃ sintètic i consta de grups (UO₂)(CO₃)₃ separats organitzats en capes paral·leles a (100) i dos llocs cristal·lins no equivalents ocupats per cations K+.

## Jaciments
L'agricolaïta va ser descoberta en cavitats de ganga d'ankerita en gneiss en un túnel de la mina abandonada Giftkies, a Jáchymov (República Txeca). També ha estat descrita a la mina Eureka, situada a La Torre de Cabdella (Pallars Jussà). Aquests dos indrets són els únics de tot el planeta on ha estat descrita aquesta espècie mineral.